# Brazo de Plata
José Luis Alvarado Nieves  (19 de marzo de 1963- 26 de julio de 2021) fue un luchador profesional mexicano, más conocido por su nombre artístico Brazo de Plata o Súper Porky. Alvarado perteneció a una amplia familia de luchadores encabezada por Shadito Cruz. Fue famoso por su larga carrera en empresas como Lucha Libre AAA Worldwide, Consejo Mundial de Lucha Libre y WWE. Junto a ello, Brazo de Plata fue especialmente conocido por su inusual constitución física, que lo hizo uno de los luchadores más pesados de México y uno de los pocos peso superpesado del panorama luchístico de esta nación.

## Carrera

### Inicios
Alvarado hizo su debut como "Brazo De Plata", principalmente en combates de equipo con su hermano que trabajó como Brazo de Oro y en tríos acción con otro hermano conocido simplemente como El Brazo.
Los Brazos lucharon en todo México e hicieron apariciones para la NWA Hollywood Wrestling con sede en Los Ángeles. Mientras trabajaban para NWA Hollywood Wrestling, Plata y Oro ganaron el Campeonato de Equipo de Etiqueta de NWA Americas de Chino Chou y el Beso el 7 de noviembre de 1981. Los hermanos también fueron los últimos titulares de la versión de Los Ángeles del NWA World Tag Team Championship en 1982.

### Perdida de la máscara
Con los años, Brazo de Plata y sus hermanos compitieron en una gran cantidad de Luchas de Apuestas, donde pusieron sus máscaras o cabelleras en la línea contra sus oponentes. Las Luchas de Apuestas más famosas de Los Brazos ocurrieron el 21 de octubre de 1988 cuando Brazo de Plata, Brazo de Oro y El Brazo pusieron sus máscaras en la línea en un partido contra otra conocida familia de la Lucha libre, Los Villanos, en este caso Villano I, Villano IV y Villano V. El partido fue la culminación de una larga pelea (historia) entre las dos familias y vio a los seis luchadores sangrar profusamente durante el combate. Al final, Los Villanos ganaron el partido, obligando a los tres Brazos a desenmascarar y revelar sus nombres reales como es tradición en este tipo de partidos.  A pesar de perder sus máscaras, Los Brazos se mantuvieron exitosos en el ring, ganando varios títulos de equipo y tríos, como el Campeonato Mundial de Equipo de Etiqueta de UWA, Campeonato Mundial de Trío de UWA ,  Campeonato Mundial de Equipo de Etiqueta de la WWA y el Campeonato Mundial de Tríos WWA.

### CMLL (1985-2005)
Alvarado debutó para el Consejo Mundial de Lucha Libre (CMLL) en 1985. En la década de 1990, Los Brazos trabajó principalmente para CMLL, donde Platón, Oro y El Brazo ganaron el Campeonato Mundial de Tríos CMLL de Los Infernales (Pirata Morgan, Satánico y MS-1) el 6 de abril de 1993. Los Brazos perdieron los títulos del Dr. Wagner Jr., Gran Markus Jr. y El Hijo del Gladiador. 1993 también vio a Brazo de Plata obtener la mayor victoria en individuales de su carrera al derrotar a Black Magic para el CMLL World Heavyweight Championship, un título que tendría durante un año.
A medida que pasaron los años, Brazo de Plata subió de peso. Esto lo llevó a usar técnicas de lucha lentas pero cómicas para el público, provocando carcajadas por sus actuaciones ocurrentes. Fue en este período donde nació el apodo de "Super Porky" en referencia al personaje de los Looney Tunes, por lo cual aumentó su popularidad en el público infantil.

### WWE (2005-2006)
En noviembre del 2005 hizo su debut en World Wrestling Entertainment bajo su marca SmackDown como gerente de la división Juniors, la cual buscaba competir con la división mini de México. Porky tuvo segmentos con luchadores como Ken Anderson y Marty Wright. Las apariciones Porky se limitaron a sketches tras bambalinas y nunca se materializaron en combates en el ring. En marzo de 2006 fue liberado de su contrato.

### Lucha Libre AAA (2006-2009)
En TripleManía XIV Super Porky hizo su debut oficial en la empresa al aparecer como second de La Parka, en su lucha de máscaras en contra de Ricky Banderas, durante la lucha Porky fue atacado por El Cibernético. Posterior a ello Porky inició un feudo contra Scorpio Jr, lo que los llevó a enfrentarse en una lucha de cabelleras bajo la modalidad de lucha de correas en Guerra de Titanes 2006 donde también estuvieron involucrados Intocable y Alan Stone. Porky perdió la lucha y por consecuencia la cabellera. 
En el evento Rey de Reyes 2007 hizo equipo con El Zorro, Ishimori y Alebrije con Cuije derrotando a Mr. Niebla, Histeria, Psicosis y Antifaz del Norte. En Triplemanía XV hizo equipo con El Elegido y Alebrije con Cuije derrotando a Scorpio Jr., Zumbido y Decnis con Guapito. En Homenaje a Antonio Peña enfrentó en mano a mano a X-Pac en la primera ronda del torneo cayendo derrotado.
Inició el año 2008 buscando su pase al torneo Rey de Reyes entrando al Domo de la Muerte saliendo victorioso derrotando a Electroshock (luchador), Kenzo Suzuki, Intocable, Alan Stone, El Elegido y Dark Escoria. En el evento Rey de Reyes 2008 derrotó a Aero Star y Psicosis, pero fue eliminado por Abismo Negro por lo cual quedó fuera del torneo. En las siguientes funciones de AAA Porky se uniría a Abismo Negro en su feudo contra Mr. Niebla y Black Abyss, lo que lo llevaría a enfrentarse en contra de los Vipers Revolution en Triplemanía XVI teniendo como aliados a Octagón y Alan Stone, saliendo con el brazo en alto de su combate, momentos después sería atacado a traición por su hermano Juan Alvarado Nieves quien se acompañaba de la nueva facción de AAA Los Metrosexuales, El Brazo culpaba a Porky de ser el peor de la familia, dando inicio así a una rivalidad familiar lo que los llevó a enfrentarse varias veces siendo una de ellas en Verano de Escándalo (2008) dónde Porky amenazó con retirarse, esa noche el menor de los Brazos salió avante junto a El Elegido y Alebrije con Cuije, derrotando a El Brazo, Rey Escorpión y Decnis con Guapito. En noviembre en un evento televisado Porky se enfrentó a El Brazo en mano a mano quedando sin resultado la lucha debido a la intervención de Konnan, quien en ese entonces fungía como presidente de la compañía el cual ordenó que tanto él como El Brazo entrarían a la jaula de apuestas que sería la lucha estelar de Guerra de Titanes 2008. En Guerra de Titanes Porky lograría escapar de la jaula, perdiendo la cabellera El Brazo a manos de El Elegido, terminando así está rivalidad.
En Rey de Reyes (2009) Porky tendría su última lucha en la empresa al caer derrotado ante La Parka quedando fuera del torneo Rey de Reyes en la lucha también participaron Kenzo Suzuki y Dark Escoria. Porky sería liberado de su contrato y se presentaría en el circuito independiente, y en promotoras como Perros del Mal y IWRG.

### Regreso al CMLL (2009-2016)
En octubre del 2009 Super Porky regreso al Consejo Mundial de Lucha Libre donde tuvo la oportunidad de luchar con las nuevas estrellas de la empresa como Místico (luchador) y Héctor Garza. En el 2010 uniría fuerzas con Strowmen en su rivalidad en contra del Matt Bloom, lo que llevó a enfrentarse en varias ocasiones. Porky pasaría a llamarse Rotoporky debido a un convenio entre la empresa y la compañía mexicana de Rotoplas. En Homenaje a dos Leyendas de 2012 se unió a su hijo Máximo en una lucha de apuestas contra del equipo TRT El Texano Jr. y El Terrible, lucha ña cuál perdieron y por consecuencia también sus cabelleras. En octubre del 2013 entró en su última rivalidad de alto calibre como luchador profesional siendo el Rey Escorpión (luchador)con quien también perdió la cabellera. Super Porky tendría su última lucha de altura en el evento Homenaje a Dos Leyendas (2016) teniendo como aliados a Marco Corleone y Atlantis derrotando a Último Guerrero, Cibernético y Mr. Niebla. Después de éste evento el Brazo de Plata se vería obligado a retirarse de los encordados debido a lesiones en sus piernas y a su sobrepeso.

### Regreso a AAA (2019-2021)
En marzo de 2019 Super Porky volvería a la empresa de los Roldán para formar parte del feudo de la familia Alvarado , apoyando a sus hijos Máximo y Psycho Clown en contra de su sobrino La Máscara (luchador). En Rey de Reyes (2019) Porky estuvo en la esquina de Psycho Clown, Máximo y Mamba en su lucha contra La Máscara (luchador), Killer Kross y Jeff Jarrett siendo atacado por este último durante el combate.

## Muerte
El 26 de julio de 2021, Nieves falleció a los 58 años; su causa de muerte fue un infarto. Según su hijo, el luchador Psycho Clown, la novia de su padre lo llamó para decirle que no respiraba. Psycho Clown llegó a la casa de su padre y realizó resucitación cardiopulmonar, sin éxito.

## Campeonatos y logros
- Consejo Mundial de Lucha Libre
  - CMLL World Heavyweight Championship (1 vez)
  - CMLL World Trios Championship (1 vez) - con Brazo de Oro & El Brazo
  - Mexican National Tag Team Championship (1 vez) - con Brazo de Oro
  - Mexican National Trios Championship (3 veces) - con Brazo de Oro & El Brazo (2) y Super Elektra & El Brazo (1)
  - Torneo de Parejas (2005) - con Pierroth

- Federación Internacional de Lucha Libre
  - FILL Trios Championship (1 time) - con Brazo de Oro & El Brazo

- International Wrestling Revolution Group
  - Puebla Tag Team Championship (1 vez) - con Brazo de Oro
  - Distrito Federal Tag Team Championship (1 vez) - con El Brazo
  - Distrito Federal Trios Championship (1 vez) - con Brazo de Oro & El Brazo

- Lucha Libre Internacional
  - Copa El Toreo II (1991) - con Gigante Guerrero

- NWA Hollywood Wrestling
  - NWA Americas Tag Team Championship (1 vez) - con Brazo de Oro
  - NWA World Tag Team Championship (1 vez) - con Brazo de Oro

- Universal Wrestling Association
  - UWA World Tag Team Championship (1 vez) - con Brazo de Oro
  - UWA World Trios Championship (3 veces) - con Brazo de Oro & El Brazo

- World Wrestling Association
  - WWA World Tag Team Championship (1 vez) - con Brazo de Oro
  - WWA World Trios Championship (1 vez) - con Brazo de Oro & El Brazo

- Pro Wrestling Illustrated
  - Situado en el N°229 en los PWI 500 de 2006[3]

## Récord en artes marciales mixtas
| Resultado | Récord | Oponente    | Método               | Evento            | Fecha             | Ronda | Tiempo | Localización | Notas |
| --------- | ------ | ----------- | -------------------- | ----------------- | ----------------- | ----- | ------ | ------------ | ----- |
| Derrota   | 0-1    | Takumi Yano | Sumisión (heel hook) | DEEP - 9th Impact | 5 de mayo de 2003 | 2     | 0:24   | Tokio, Japón |       |